# Friday (film)
Friday is een Amerikaanse speelfilm uit 1995 van regisseur F. Gary Gray. In deze film spelen onder meer Ice Cube, Chris Tucker, Nia Long, Tom Lister Jr. en John Witherspoon. De film wordt gezien als de grote doorbraak voor Chris Tucker.
De film leidde tot twee vervolgen: Next Friday en Friday After Next.

## Verhaal
In deze film volgen we een dag uit het leven van Craig en Smokey, twee vrienden uit South Central (Los Angeles). Craig is ontslagen op zijn vrije dag - omdat hij te zien zou zijn op bewakingsbeelden terwijl hij aan het stelen was - en moet nu een job vinden van zijn vader. Ook Smokey heeft zo zijn eigen problemen. Hij is de dealer van Big Worm, maar in plaats van het waar te verkopen rookt hij die zelf op. Big Worm is erachter gekomen en eist 200 dollar. Hij betrekt Craig in zijn probleem door te zeggen dat ook hij meerookte. Verder krijgen ze ook te maken met Deebo, de bullebak van de buurt. Deebo verplicht Smokey om samen met hem de buur van Craig te bestelen terwijl Craig vanaf zijn veranda de wacht houdt. Ze maken 200 dollar buit maar Deebo hield de buit voor zich. Iets later komt Smokey erachter dat Deebo bij Debbie overnacht en besluit hij de 200 dollar terug te stelen om zo Big Worm terug te kunnen betalen, maar die poging mislukt omdat Ezal (de plaatselijke schooier) er ook probeerde in te breken. Verder krijgen Craig en Smokey ook nog te maken met hun andere buren en Craigs jaloerse vriendin.

## Rolverdeling
| Acteur              | Personage     |
| ------------------- | ------------- |
| Ice Cube            | Craig Jones   |
| Chris Tucker        | Smokey        |
| Nia Long            | Debbie        |
| Bernie Mac          | Pastor Clever |
| Tom Lister jr.      | Deebo         |
| John Witherspoon    | Willie Jones  |
| Anna Maria Horsford | Betty Jones   |
| Regina King         | Dana Jones    |
| Paula Jai Parker    | Joi           |
| Faizon Love         | Big Worm      |
| DJ Pooh             | Red           |